# Chelmico
chelmico チェルミコ (cherumiko) est un duo de rap féminin japonais composé de Rachel Watashiga et Mamiko Suzuki, connues professionnellement sous le nom de Rachel et Mamiko. « chelmico » est un mot-valise des prénoms du duo.

## Carrière
Le duo chelmico s'est formé en 2014 après que Rachel Watashiga et Mamiko Suzuki se soient rencontrées par l'intermédiaire d'un ami commun dans un McDonald's à Arakawa (Tokyo). Elles se sont liées d'amitié grâce à leur amour commun pour la musique et du groupe de hip-hop japonais Rip Slyme en particulier. Une amie de Rachel lui a proposé de se produire pendant 10 minutes lors d'un événement musical qu'elle organisait au printemps 2014. Elle accepte et décide d'inviter Mamiko à rapper avec elle.
Un an plus tard, elles reçoivent une proposition pour se produire pendant quinze minutes. Elles décident de contacter un ami qui fournit une piste, tandis que le duo rédige les paroles. Le résultat de cette collaboration fut Labyrinth'97 (ラビリンス'97), leur premier single. Leur premier album éponyme est sorti en octobre 2016 sous le label Cupcake ATM. En 2018, elles sortent leur album POWER sous le label unBORDE (ja), un sous-label de Warner Music Japan.
Leur single Easy Breezy (sorti le 17 janvier 2020) a été utilisé comme générique d'ouverture de l'adaptation animée de Keep Your Hands Off Eizouken!. Au cours de la même année, chelmico collabore avec m-flo sur le single RUN AWAYS.
Deux singles, milk et Disco (Bad dance doesn't matter), sortent respectivement en juillet et août avant la sortie de leur troisième album maze, le 26 août 2020.
Le 14 mars 2021, Rachel annonce qu'elle interrompait temporairement sa carrière en raison de son mariage et de sa grossesse. Elle espère pouvoir revenir sur scène d'ici la fin de la même année. Rachel a annoncé qu'elle avait donné naissance à son premier enfant le 7 juin 2021.
Le 16 avril 2021, le duo sort son troisième EP, COSY, après la sortie de leur single du même nom plus tôt dans le mois.
Le duo est de retour sur scène en novembre 2021 avec leur nouveau single Sanokuen (三億円).

## Membres

### Rachel
- Nom : Rachel Watashiga (渡賀レイチェル?)
- Date de naissance : 4 juillet 1993 (28 ans)[8]
- Lieu de naissance : Préfecture de Kanagawa

### Mamiko
- Nom : Mamiko Suzuki (鈴木真海子?)
- Date de naissance : 26 juin 1996 (25 ans)[8]
- Lieu de naissance : Tokyo

## Discographie

### Albums Studio
| Titre    | Détails de l'album                                                                         | Meilleures positions       | Meilleures positions    |
| Titre    | Détails de l'album                                                                         | Oricon Weekly Albums Chart | Billboard Japan Hot 100 |
| -------- | ------------------------------------------------------------------------------------------ | -------------------------- | ----------------------- |
| chelmico | - Sortie : 19 octobre 2016 (CD), 7 mars 2018 (LP) - Label : Cupcake ATM - Formats : CD, LP | 117                        | —                       |
| POWER    | - Sortie : 8 août 2018 - Label : Warner Music Japan, unBORDE - Format : CD                 | 55                         | 41                      |
| Fishing  | - Sortie : 21 août 2019 - Label : Warner Music Japan - Format : CD                         | 49                         | 27                      |
| maze     | - Sortie : 26 août 2020 - Label : Warner Music Japan - Format : CD                         | 40                         | 40                      |
| gokigen  | - Sortie : 1er juin 2022 - Label : Warner Music Japan - Format : CD                        |                            |                         |

### EP
| Titre        | Détails de l'album                                                             | Meilleures positions       | Meilleures positions    |
| Titre        | Détails de l'album                                                             | Oricon Weekly Albums Chart | Billboard Japan Hot 100 |
| ------------ | ------------------------------------------------------------------------------ | -------------------------- | ----------------------- |
| Love Is Over | - Sortie : 8 juin 2016 - Label: TrekkieTrax - Format : FLAC                    | —                          | —                       |
| EP           | - Sortie : 18 août 2017 - Étiquette : Cupcake ATM - Formats : CD, LP           | 90                         | —                       |
| COZY         | - Sortie : 16 avril 2021 - Label : Warner Music Japan, unBORDE - Format : FLAC | —                          | —                       |

### Singles
| #  | Date de sortie | Titre                                                | Meilleures positions       | Meilleures positions    | Album    |
| #  | Date de sortie |                                                      | Oricon Weekly Albums Chart | Billboard Japan Hot 100 | Album    |
| -- | -------------- | ---------------------------------------------------- | -------------------------- | ----------------------- | -------- |
| 1  | 2015           | Labyrinth'97 (ラビリンス'97)                         | —                          | —                       | chelmico |
| 2  | 2015           | JUNEJULY                                             | —                          | —                       | chelmico |
| 3  | 2015           | Oh, Baby!                                            | —                          | —                       | chelmico |
| 4  | 2016           | Labyrinth'97 (ラビリンス'97) (Night Of Garage Remix) | —                          | —                       | chelmico |
| 5  | 2016           | Summer Holiday                                       | —                          | 100                     | chelmico |
| 6  | 2017           | Labyrinth'97 / Night Camel feat. FBI                 | —                          | —                       | chelmico |
| 7  | 2017           | Love Is Over (ママレードボーイ)                      | —                          | —                       | chelmico |
| 8  | 2018           | OK, Cheers!                                          | —                          | —                       | POWER    |
| 9  | 2018           | BANANA                                               | —                          | —                       | POWER    |
| 10 | 2019           | (爽健美茶のラップ)                                   | —                          | —                       | Fishing  |
| 11 | 2019           | switch                                               | —                          | —                       | Fishing  |
| 12 | 2020           | Easy Breezy                                          | —                          | —                       | maze     |
| 13 | 2020           | Limit                                                | —                          | —                       | maze     |
| 14 | 2020           | milk                                                 | —                          | —                       | maze     |
| 15 | 2020           | Disco (Bad dance doesn't matter)                     | —                          | —                       | maze     |
| 16 | 2021           | Sanokuen (三億円)                                    |                            |                         |          |
| 17 | 2022           | Meidaimae / track by tofubeats                       |                            |                         | gokigen  |

### Autres
- 2015 : ONIGAWARA「チョコレイトをちょうだい」[24]
  - 2. YOU×3
- 2018 : TREKKIE TRAX THE BEST 2016-2017[25]
  - 1. Love Is Over
  - 19. Love Is Over (Tomggg Remix)
- 2018 : Ken Hirai「half of me」[26]
  - 2. HOLIC

- 2019 : Back Street Girls『IDOL Kills』[27]
  - 8. Why
- 2020 : m-flo「RUN AWAYS」(m-flo♡chelmico)
- 2021 : Collaboration avec LUSS[7]
  - chelmico, “Balloon (LUSS remix)”
  - LUSS, “247 (chelmico remix)”

### Radio
- chelmico - But It's Still Saturday (diffusion du 4 janvier 2020 à fin mars sur TBS Radio (en)
- Ogi Yahagi no Meganebiiki (le 3 janvier 2020 sur TBS Radio, uniquement Mamiko)
- All Night Nippon 0 (ZERO) (le 18 mai 2019 sur Nippon Broadcasting)